# La Dame de Monsoreau
Pour les articles homonymes, voir La Dame de Monsoreau (homonymie).
La Dame de Monsoreau est un roman historique d'Alexandre Dumas, publié en 1846, qui fait suite à La Reine Margot et précède Les Quarante-Cinq.

## Contexte
L'action se passe entre février et septembre 1578, six ans après le massacre de la Saint-Barthélemy par lequel commence La Reine Margot.
Le duc François d'Alençon, devenu duc d'Anjou depuis le couronnement de son frère Henri III, se réconcilie avec lui en 1577 mais se brouille de nouveau en février 1578. Les gentilshommes du duc, appelés les Angevins dans le roman, cherchent noise aux favoris du roi, les mignons, qui sont également menacés par les partisans du duc de Guise, chef de la faction catholique, dont Henri III tente de miner l'autorité en prenant lui-même la tête de la ligue.

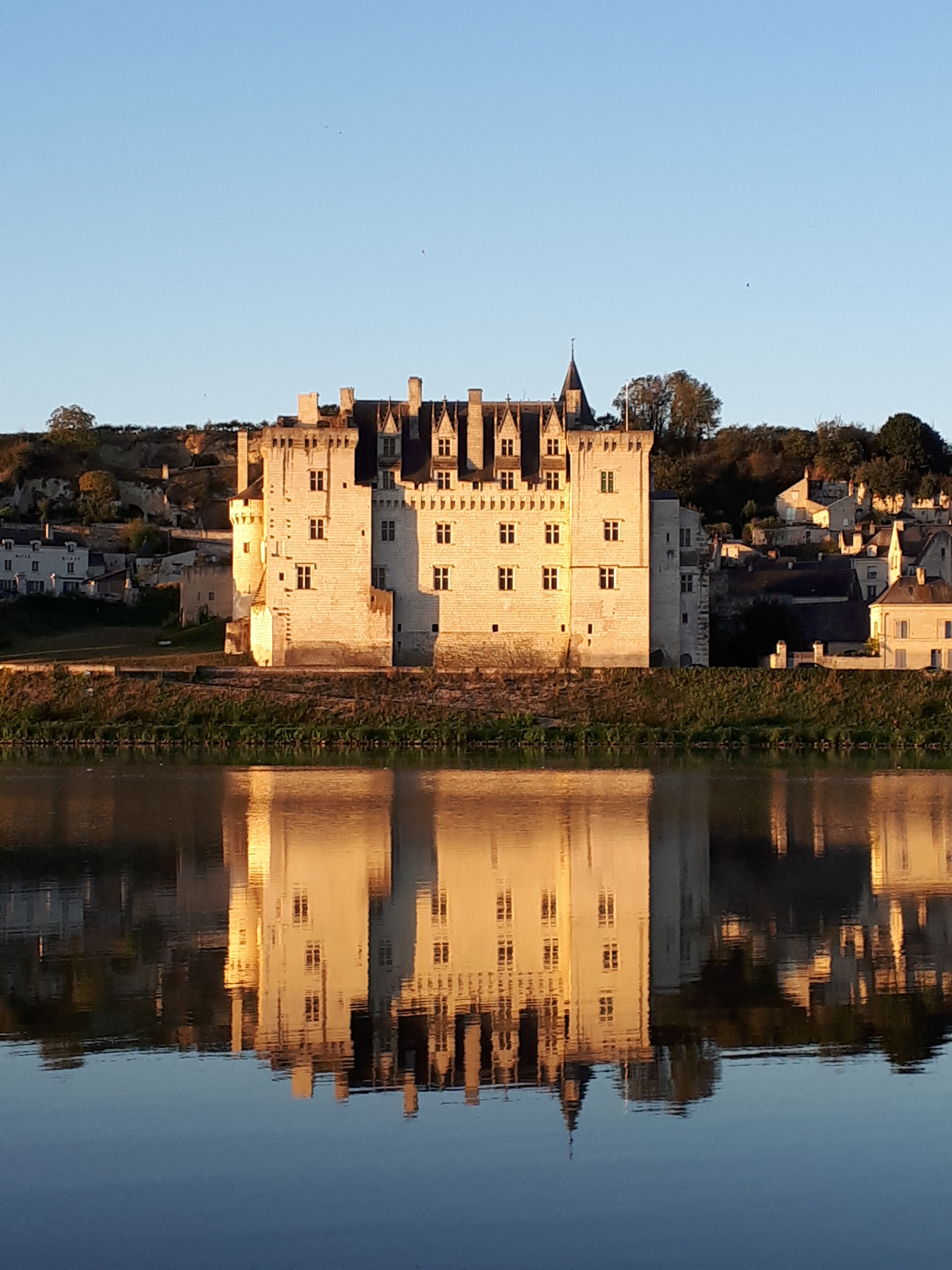
Château de Montsoreau 1455, Val de Loire.

Parmi les gentilshommes du duc d'Anjou figure Louis de Bussy d'Amboise, qui s'est précédemment illustré par sa sauvagerie lors du massacre de la Saint-Barthélemy et que le duc a nommé gouverneur du duché d'Anjou. Dumas a beaucoup idéalisé Bussy, ne retenant de ce personnage arrogant et brutal que sa bravoure et sa rage d'en découdre mais lui attribuant aussi une finesse, une bonne connaissance de la littérature ainsi qu'une grandeur d'âme sans pareille dans le royaume. C'est ainsi que réagit Diane de Méridor lorsque Bussy se présente à elle à la maison des Tournelles : « Bussy, le brave Bussy », « le plus noble et le plus loyal gentilhomme de France ».
Le 27 avril a lieu le duel des mignons qui se termine par la mort de Caylus, Maugiron, Schomberg, dont le roi sera très affecté et que Dumas arrange à sa façon pour en faire l'avant-dernière scène du roman. Seul parmi leurs trois adversaires, Ribeirac mourra. Dumas fait coïncider les décès de Bussy d'Amboise et des mignons d'Henri III en les datant du 9 juin 1578.

## Le roman

### Intrigue
La Dame de Monsoreau est un roman historique mêlant deux intrigues : 
- une histoire d’amour entre Louis de Clermont, seigneur de Bussy d'Amboise, et Diane de Méridor, épouse du comte de Monsoreau.
- une intrigue politique qui met en scène les troubles politiques et religieux sous le règne d'Henri III, notamment la rivalité qui l'oppose à son frère François de France, duc d'Alençon puis duc d'Anjou, personnage intrigant et sans honneur.

### Résumé

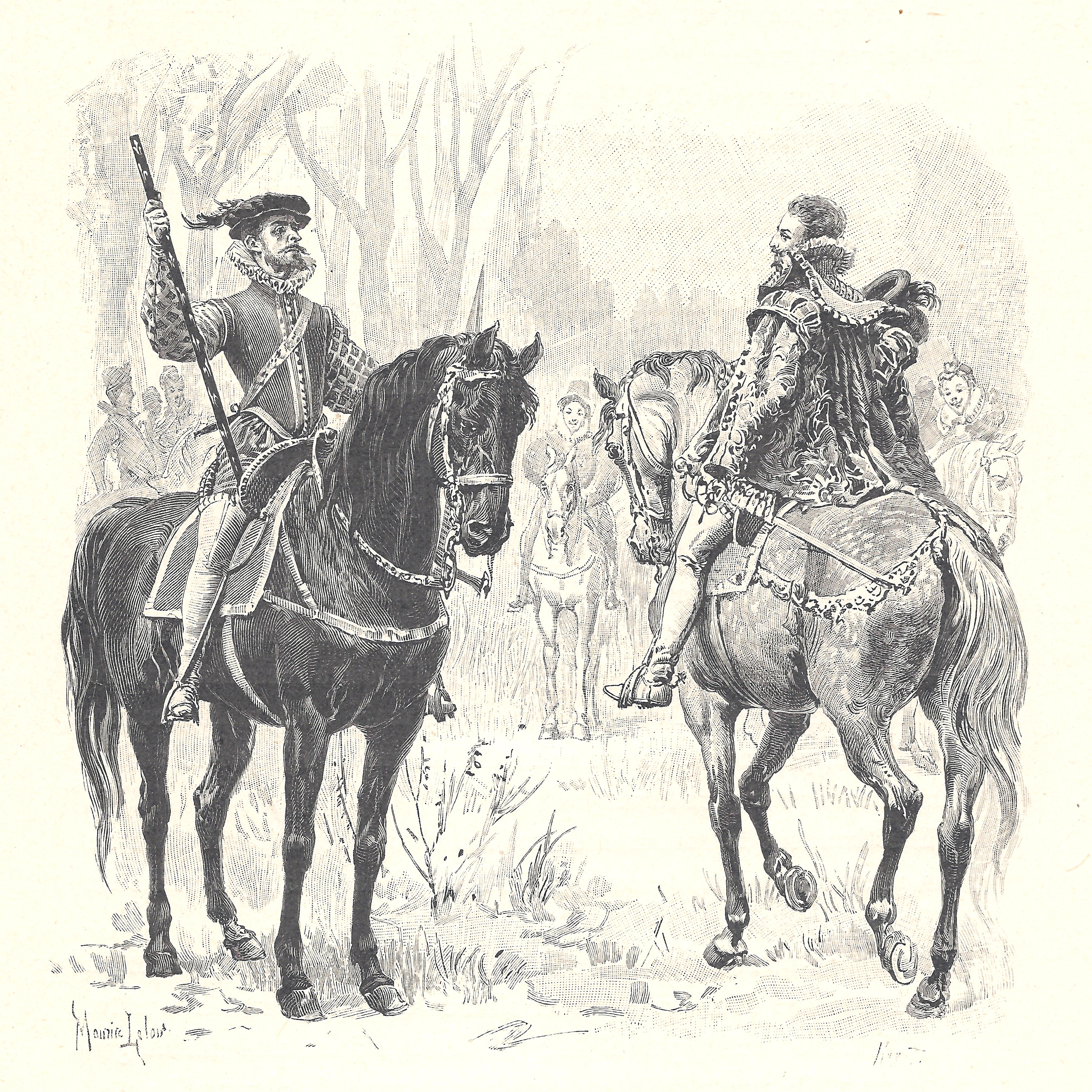
Le comte de Monsoreau et Bussy d'Amboise.
Composition de Maurice Leloir et gravure sur bois de Jules Huyot, Paris, Calmann Lévy, 1903.

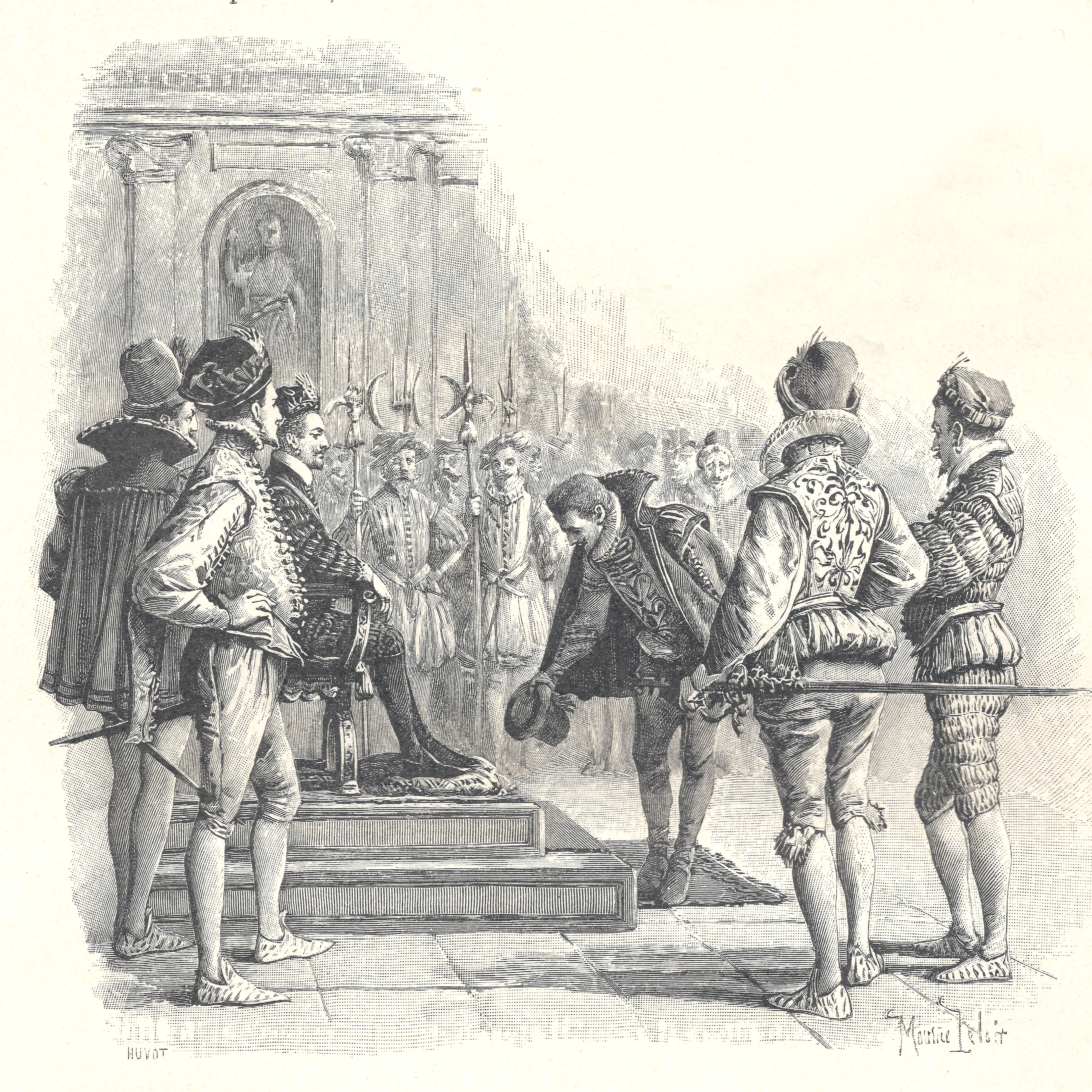
Audience devant le roi Henri III.
Composition de Maurice Leloir et gravure sur bois de Jules Huyot, 1903.

Henri III est le fils de Catherine de Médicis, frère aîné du duc d’Anjou. C’est un homme dont la piété confine à la superstition, intelligent mais de nature faible. Son bouffon, Chicot, lui prodigue des conseils. L'histoire se déroule en 1578, alors qu'Henri III a 27 ans et ne règne que depuis quatre ans. Il doit faire face à de nombreux complots dirigés par son propre frère, jaloux, qui se range auprès d’Henri de Navarre, un protestant.
Le roman débute dans la soirée du dimanche gras 9 février 1578 par la cérémonie qui suit le mariage d'un des favoris du roi, Saint-Luc, avec Jeanne. Henri III, jaloux, le garde prisonnier auprès de lui au Louvre. Bussy réussit à réunir secrètement les deux jeunes mariés. Découvrant la supercherie, le roi précipite leur fuite vers le château de Méridor.
Bussy, loyal gentilhomme du duc d’Anjou, a été victime dans la nuit d’une embuscade tendue par cinq gentilshommes, Caylus, Schomberg, Maugiron, D'Epernon, d'O, appartenant à Henri III, couramment appelés les mignons du roi. Redoutable bretteur, il  blesse trois adversaires mais reçoit un coup d'épée grave. Une porte à laquelle il s'était adossé s'ouvre miraculeusement. Il s’évanouit et au réveil découvre sa blessure pansée loin de là devant l'abbaye de Sainte-Geneviève. Il a souvenir des visages d’une très belle jeune femme et d'un jeune médecin. Il parvient à retrouver ce dernier, qui l’a soigné, et par son intermédiaire, la jeune femme, Diane de Méridor (que recherche également le duc d'Anjou). Les deux jeunes gens tombent éperdument amoureux l’un de l’autre. Mais Diane a une dette envers le comte, Bryan de Monsoreau, qui l'a sauvée des avances du duc d’Anjou. Elle a dû l'épouser pour se protéger du duc. En réalité, le fourbe Monsoreau la manipulait en faisant croire au duc d'Anjou qu'elle était éprise de lui et à Diane que le duc la poursuivait de ses assiduités et voulait la deshonorer. Il viole la promesse faite à Diane de lui donner des nouvelles de son père. Ce que fera Bussy, qui prend la route du chateau de Méridor, en Anjou.
De son côté, Chicot, profitant de la naïveté de son ami le moine Gorenflot, réussit à s'introduire dans une réunion secrète de la Ligue où le duc de Mayenne et les Guise complotent pour s'emparer du trône. Ils disposent d'une généalogie écrite par un certain Nicolas David pour établir les droits des Guise à la couronne de France. Chicot et Gorenflot poursuivent Nicolas David ; le premier le tue et récupère la généalogie. Cette intervention permet au roi d’être au courant de tous les détails du complot. Il se proclame alors chef de la Ligue à la place de son frère qu’il garde prisonnier au Louvre. 

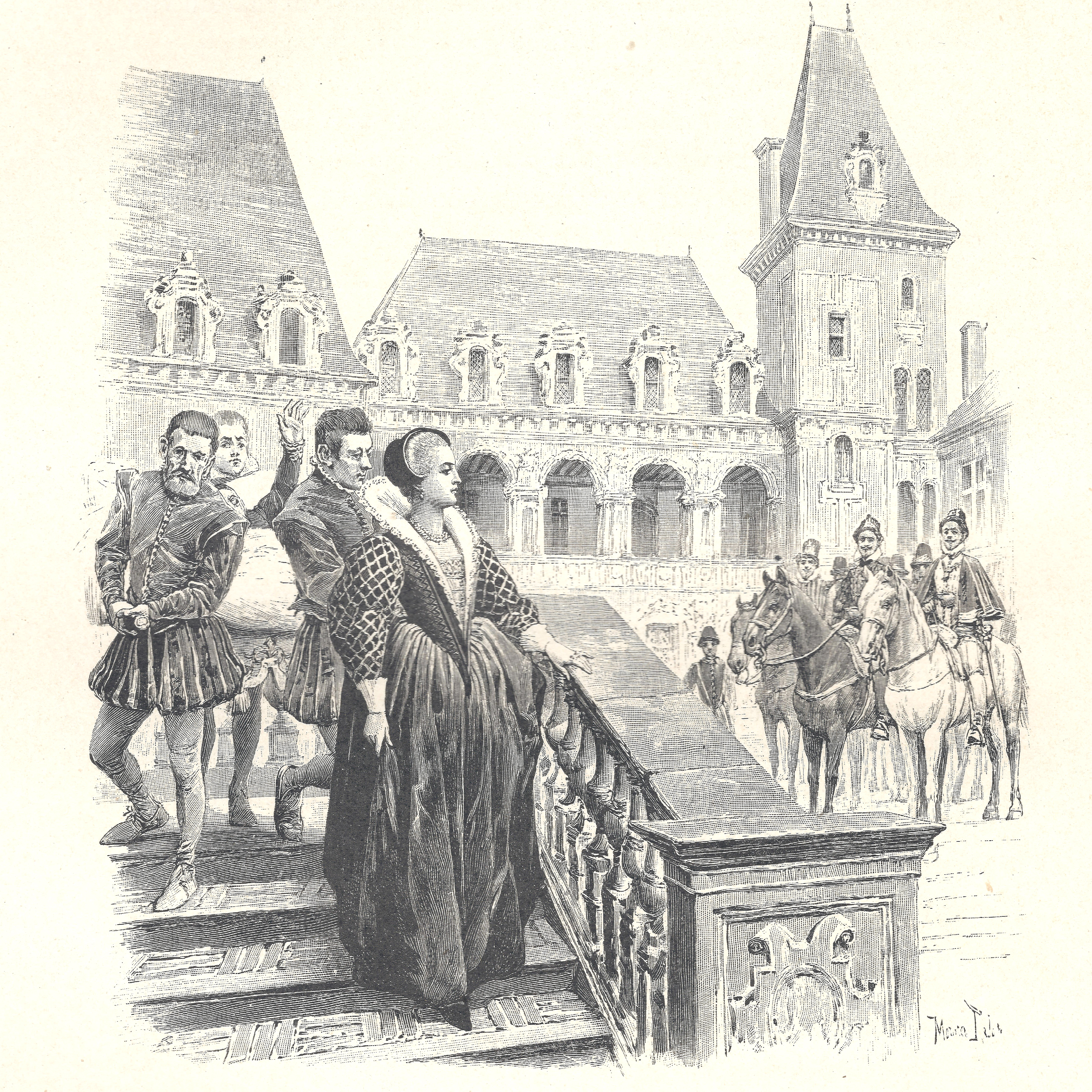
Diane de Méridor.
Composition de Maurice Leloir et gravure sur bois de Jules Huyot, 1903.

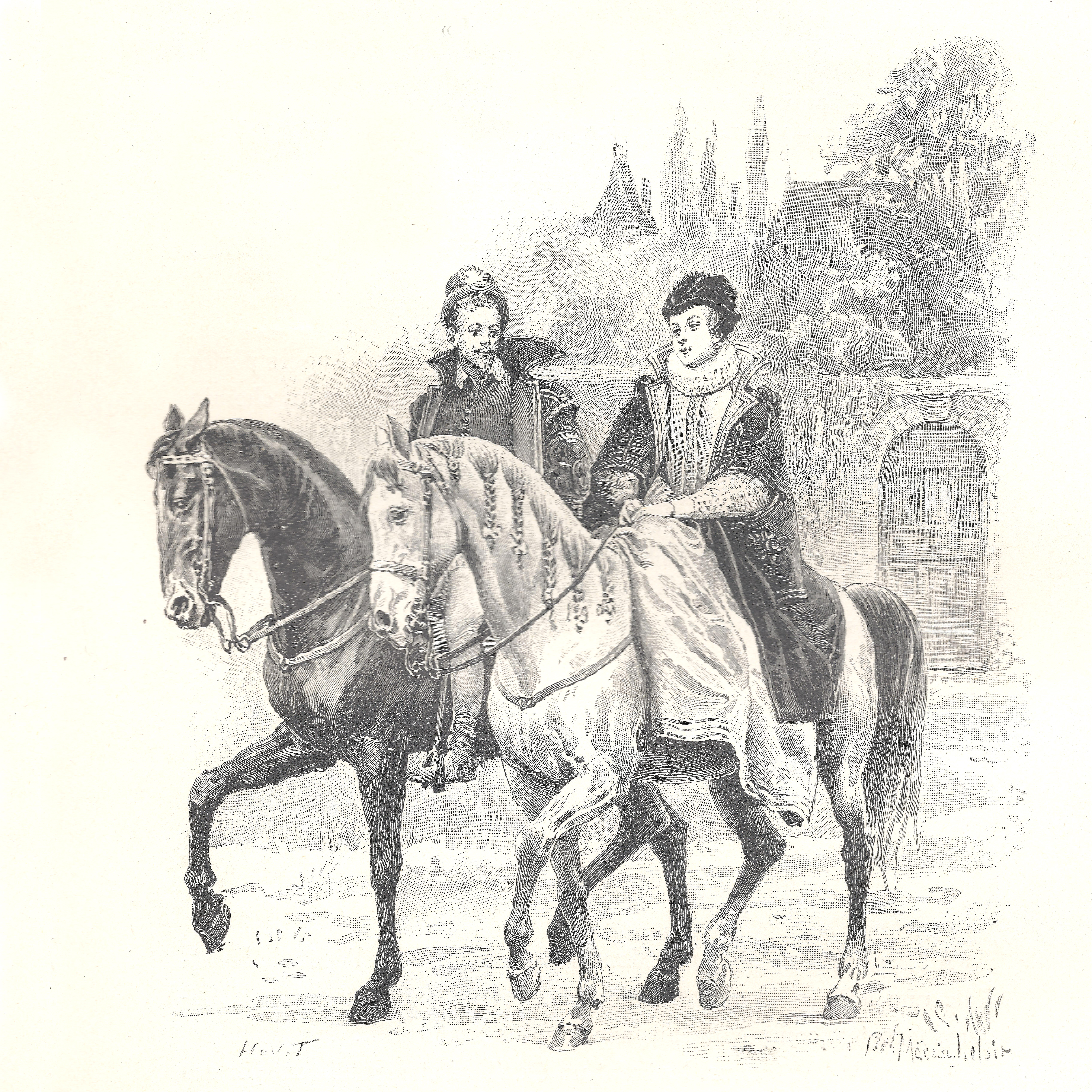
Monsieur et Madame de Saint-Luc.
Composition de Maurice Leloir et gravure sur bois de Jules Huyot, 1903.

Saint-Luc et sa jeune épouse, amie d'enfance de Diane, trouvent le château de Méridor en deuil. Monsoreau avait fait croire au baron que sa fille s'était noyée en fuyant le duc et ne l'avait jamais détrompé. Bussy conduit le baron de Méridor auprès de sa fille et tente de rompre les fiançailles avec le comte de Monsoreau en faisant intervenir le duc d'Anjou. Mais Monsoreau annonce son mariage sous la bénédiction du Duc d'Anjou, après l'avoir menacé de dénoncer ses intrigues au roi. Monsoreau, qui a été nommé grand veneur par Henri III, se trouve séparé de sa femme qui rentre à Méridor. Bussy la suit en Anjou et devient son amant, qu'elle s'habitue à appeler par le prénom, « Louis ». Le duc d’Anjou se voit libéré du Louvre par Henri de Navarre et vient s’installer à Angers où vit Bussy. Celui-ci retourne au service de son prince.
Se méfiant du duc d’Anjou, le Comte de Monsoreau retourne près de sa femme. Il découvre que Diane a un amant. Blessé par Saint-Luc, qui par amitié pour Bussy l'a poussé à la provocation, il décide de rentrer  à Paris avec sa femme. Bussy se proclame ambassadeur du Duc d’Anjou auprès du roi. Henri de Guise, accompagné  de ses ligueurs, se prépare à  prendre la place du roi lors de la fête-Dieu. Chicot obtient des renseignements qui lui permettent de déjouer le complot en faisant boire Gorenflot. Le duc d’Anjou, par l'intermédiaire de son agent joueur de luth Aurilly, découvre la liaison entre Diane et Bussy et la rapporte indirectement, le 31 mai, au comte  de Monsoreau, qui prenait pourtant Bussy pour son meilleur ami : car c'est son ami-mèdecin Rémy qui l'a guéri de la blessure reçue d'un homme entraîné par le roi comme il l'avait fait lorsque Bussy fut attaqué en février par les autres favoris d'Henri III. Le mari, avec la complicité du prince, fait tomber huit jours plus tard Bussy avec une vingtaine de spadassins dans une embuscade pendant laquelle l'amant de Diane résiste mais est très grièvement blessé. Il est achevé par Aurilly sur ordre du duc. Quant au comte de Monsoreau il perd la vie dans le combat. Bussy se trouvait être à la veille d’un duel décisif avec trois gentilshommes du duc d’Anjou contre quatre autres d'Henri III : tous ceux qui — à l'exception d'O — l'avaient attaqué le soir du mariage de Saint-Luc. Bien que Bussy soit mort dans le guet-apens du 8 juin, les hommes du prince parviennent le lendemain à remporter le duel. D'Épernon survit du fait qu'il n'a pas affronté comme prévu, Bussy et que ses trois amis lui ont, par loyauté, demandé de se retirer du combat. En fait, d'Épernon, à leur insu, a financé le recrutement par Monsoreau des assassins du redoutable bretteur. Ce duel mortel, largement romancé par Dumas, a avait été programmé le 9 juin de manière qu'il coïncide, après la rencontre Bussy, Antraguet, Livarot, Ribeirac-Quélus, Maugiron, Schomberg, d'Epernon avec l'anniversaire de la cérémonie : 9 février–9 juin 1578. Le roi, attaché à ses mignons, sombre dans la dépression et dans une haine profonde pour son frère qu'il met, pendant près de trois mois, en garde à vue. Diane s’enfuit mystérieusement du domicile de Jeanne de Brissac qu'elle a occupé trois jours et trois nuits, et l’œuvre se termine au début du mois de septembre 1578, sur le texte d'une lettre d'invitation en Bourgogne que le traître repenti retiré en Bourgogne, frère Gorenflot, a adressée à Chicot.
Ce roman prend pour décor le château de Montsoreau.

## Personnages historiques
- Henri III de France
- Catherine de Médicis
- le duc d'Anjou
- Louis de Maugiron
- Jacques de Caylus
- Bussy d'Amboise
- Chicot
- Charles de Chambes, comte de Montsoreau (nommé par Dumas le comte Brian de Monsoreau)
- Françoise de Maridor, dame de Montsoreau (nommée par Dumas Diane de Méridor, devenue par mariage "la dame de Monsoreau")
- Olivier de Maridor, père de Françoise de Maridor, (nommé par Dumas le baron Augustin de Méridor)
- François d'Espinay de Saint-Luc
- Jeanne de Cossé-Brissac
- Charles de Mayenne
- D'Épernon
- Schomberg
- Le duc de Guise
- Catherine de Lorraine, duchesse de Montpensier
- Louis de Lorraine, cardinal de Guise.
- Louise de Lorraine-Vaudémont, reine consort, femme d'Henri III
- Henri de Navarre
- Agrippa d'Aubigné
- Charles d'Entragues (Antraguet)
- Livarot
- François de Ribérac
- Joseph Foulon, prieur de l'abbaye Sainte-Geneviève de Paris.
- Crillon
- Aurilly, joueur de luth au service du duc d'Anjou qui exista sous le nom d'Avrilly
- Jean David avocat tué en duel par Chicot, sous le nom de Nicolas David.
- D'O
- Le maréchal de Brissac, père de Jeanne de Cossé-Brissac.

## Personnages fictionnels
- Don Modeste Gorenflot.
- Rémy le Haudouin.
- Gertrude.
- La Hurière.
- Claude Bonhomet

## Adaptations

### Opéra
- 1888 : La Dame de Monsoreau, opéra en 5 actes et 8 tableaux. Livret d'Auguste Maquet d'après l'œuvre d'Alexandre Dumas ; Musique de Gaston Salvayre ; chorégraphie de Joseph Hansen ; mise en scène de Pedro Gailhard ; décors de Rubé, Chaperon, Jambon, Poisson, Carpezat ; costumes de Charles Bianchini.

### Théâtre
- 1860 : La Dame de Monsoreau, drame en 5 actes et 11 tableaux d'Alexandre Dumas et Auguste Maquet, création le 19 novembre 1860 au théâtre de l'Ambigu[2].

### Cinéma
- 1909 : La Dame de Monsoreau (La signora di Monsoreau), film de Mario Caserini,
- 1913 : La Dame de Monsoreau, film d'Émile Chautard, visible en ligne[3],
- 1923 : La Dame de Monsoreau, film muet français de René Le Somptier

### Télévision
- 1961 : La Dame de Monsoreau d'Alain Boudet, avec Geneviève Casile (Diane de Meridor), Alain Saury (Bussy d'Amboise), Jacques Duby (Chicot)
- 1971 : La Dame de Monsoreau, feuilleton télévisé de Yannick Andréi, avec Nicolas Silberg (Bussy d'Amboise), Karin Petersen (Diane de Méridor, comtesse de Monsoreau), François Maistre (Comte Brian de Monsoreau), Michel Creton (Chicot), Gérard Berner (le Duc d'Anjou) et  Denis Manuel (Henri III).
- 1998 : La Dame de Monsoreau (Графиня де Монсоро, Grafiniya de Monsoro), feuilleton télévisé russe réalisé en 1994 par Vladimir Popkov (ru), avec Gabriella Mariani (ru) (Diane de Monsoreau), Alexandre Domogarov (Bussy d'Amboise), Youri Beliaïev (ru) (Brian de Monsoreau), Alexeï Gorbounov (Chicot), Ekaterina Vassilieva (Catherine de Médicis). Diffusé sur TV Centre le 5 janvier 1998.
- 2009 : La Dame de Monsoreau, feuilleton télévisé réalisé en 2006 par Michel Hassan, avec Esther Nubiola (Diane de Monsoreau), Thomas Jouannet (Bussy d'Amboise), Anne Caillon (la duchesse de Guise). Diffusé sur France 2, le 26 août 2009.

L'adaptation la plus fidèle du roman à ce jour reste la version fleuve russe de 1998 en 26 épisodes, malgré deux différences importantes :
- Le scénario ajoute dans le but d'amender l'image de Bussy d'Amboise paladin sans peur et sans reproche, une amie volage de « la Reine Margot » et espionne du roi Henri de Navarre : Gabrielle de Terigny surnommée « la belle Gabrielle ». Celle-ci va se venger d'avoir été manipulée par Bussy (qui lui avait déjà une première fois posé un lapin lors de ses recherches de la femme-portrait) afin de dissiper les soupçons de Monsoreau. Elle va dénoncer ainsi au duc d'Anjou (avec lequel Henri de Navarre entretenait une relation secrète) l'amour adultère qu'elle — et non Aurilly comme dans le roman — a découvert chez Monsoreau. Huit jours plus tard, l'intransigeance à nouveau froide et arrogante de Bussy, attaché à son intérêt exclusif pour Diane de Méridor, aura raison de ses scrupules et de ses tentations de lui révéler les risques pour lui d'un guet-apens. Cette belle Gabrielle est sans doute inspirée d'une « belle Gabrielle » historique, Gabrielle d'Estrées, maîtresse de 1591 à 1599, d'Henri IV et à qui Auguste Maquet consacra en 1854 un roman intitulé La belle Gabrielle.
- La série fait survivre Quélus aux 19 blessures reçues de la part d'Antraguet lors de son duel du 9 juin 1578. La fin est donc moins cruelle pour le roi qui garde en vie un de ses trois mignons préférés ; et moins injuste du fait que Quélus a été passé au fil de l'épée par un adversaire qui le croyait à tort responsable de l'assassinat de Bussy.

### Bande dessinée
Une série mensuelle dérivée d'illustrés paraît en 1975 avant sa publication en bande dessinée composée de deux volumes en 1980 sous le titre l'Aigle de Clermont. S'y mêlent aventures de cape et d'épée et péripéties fantastiques.  Louis de Clermont comte de Bussy d'Amboise surnommé l'aigle de Clermont veut délivrer son amante, la belle Diane de Méridor, enlevée dans un château infesté de fauves par le duc d'Anjou, et devenue femme malgré elle de son faux ami, Monsoreau.